# Ausente - Assente
Ausente - Assente (Ausente) è un film del 2011 diretto da Marco Berger.

Presentato il 13 febbraio 2011 al Festival internazionale del cinema di Berlino, ha vinto il Teddy Awards come miglior film a tematica LGBT con la seguente motivazione: 
In Italia il film è uscito in lingua originale con i sottotitoli in italiano.

## Trama
Martin, un giovane studente argentino, attraverso uno stratagemma e molte scuse strappa una serie di attenzioni a Sebastian, il proprio ingenuo insegnante di nuoto. Tra i due inizia una strana relazione fatta di silenzi, sguardi e cortesie. Sebastian rimane intrappolato nel gioco di Martin che usa la propria minore età per far esaudire i propri capricci, al punto da divenire per lui un'ossessione.

## Riconoscimenti
- 2011 – Academy of Motion Picture Arts and Sciences of Argentina
  - Candidato per il miglior attore esordiente a Javier De Pietro
- 2011 – Festival internazionale del cinema di Berlino
  - Teddy Award al miglior lungometraggio
- 2012 – Argentinean Film Critics Association Awards
  - Silver Condor al miglior film in video
  - Candidato al Silver Condor per il miglior attore esordiente a Javier De Pietro